# Slippery Rock
Slippery Rock är en ort i Butler County, Pennsylvania, USA. Här finns Slippery Rock University of Pennsylvania med cirka 9 000 studenter.